# Saint-Julien-sur-Calonne
Saint-Julien-sur-Calonne ist eine französische Gemeinde mit 172 Einwohnern (Stand 1. Januar 2022) im Département Calvados in der Region Normandie. Sie gehört zum Arrondissement Lisieux und zum Kanton Pont-l’Évêque. 
Nachbargemeinden sind Surville im Nordwesten, Saint-André-d’Hébertot im Nordosten, Les Authieux-sur-Calonne im Südosten, Manneville-la-Pipard im Süden, Pierrefitte-en-Auge im Südwesten und Pont-l’Évêque im Westen.

## Bevölkerungsentwicklung
| Jahr      | 1962 | 1968 | 1975 | 1982 | 1990 | 1999 | 2008 | 2015 |
| --------- | ---- | ---- | ---- | ---- | ---- | ---- | ---- | ---- |
| Einwohner | 251  | 211  | 188  | 199  | 212  | 189  | 192  | 166  |

## Sehenswürdigkeiten
- Kirche Saint-Julien aus dem 16. Jahrhundert, Monument historique

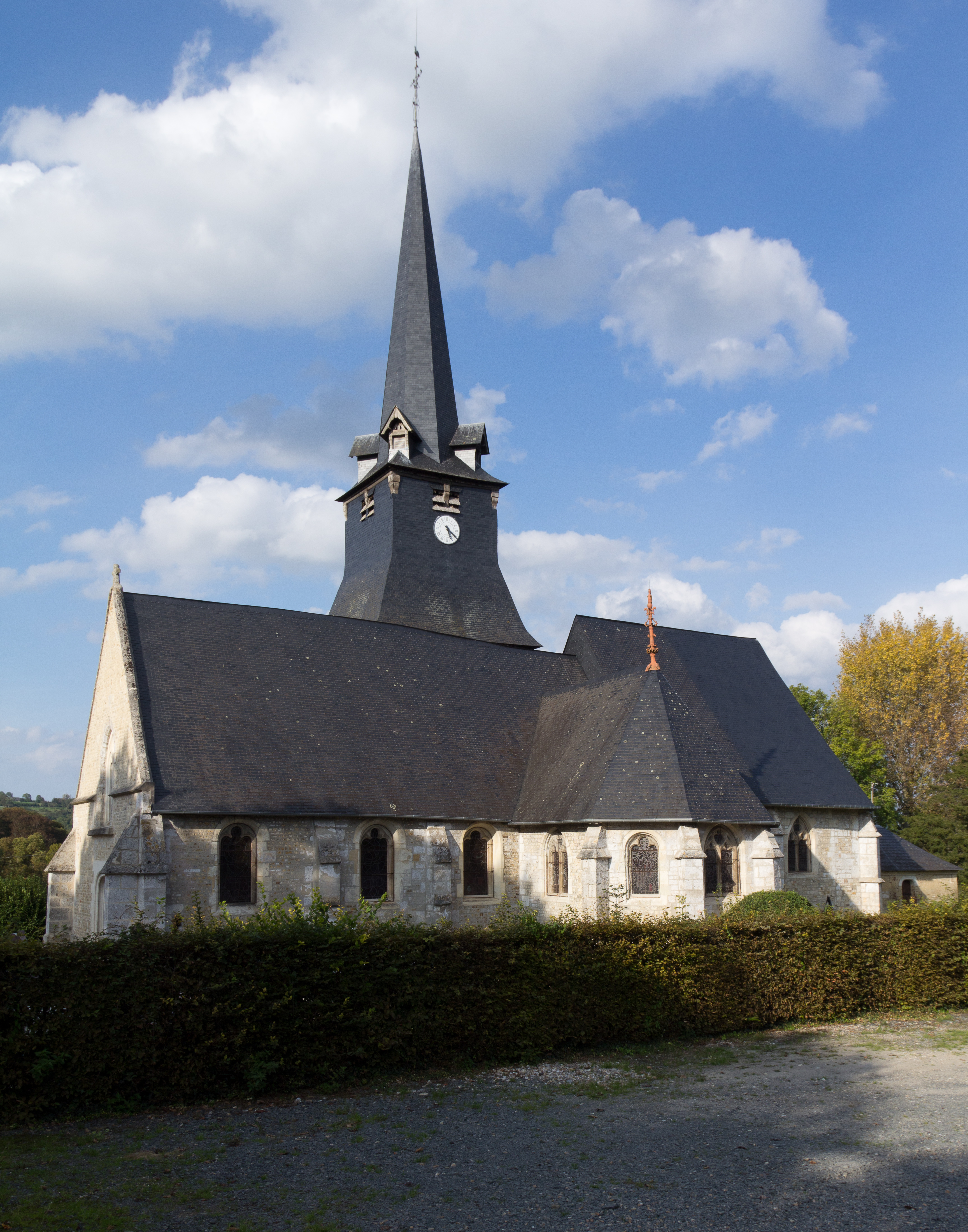
Kirche Saint-Julien